# Ramona Fattini
Ramona Gabriella Fattini (* 6. Februar 1989 in Winterthur) ist eine Schweizer Schauspielerin.

## Leben
Ramona Fattini stand 1997 das erste Mal im Stadttheater Winterthur bei einer Produktion des Kindertanztheaters Claudia Corti auf der Bühne und entdeckte die Leidenschaft für das Theater.
Nach Abschluss einer Lehre als Drogistin besuchte sie von 2010 bis 2014 eine Schauspielschule in Zürich. Noch während der Ausbildung spielte sie in der SRF-Serie Best Friends und wirkte in verschiedenen Theaterproduktionen mit. Seitdem steht sie auf der Bühne und spielte in unzähligen Theaterproduktionen mit.
Im Sommer 2019 realisierte sie zum ersten Mal eine Eigenproduktion. Zusammen mit Nico Jacomet gründete sie das «Theater im Märliwald», das jeweils im Sommer im Wildnispark Sihlwald eine Märchenproduktion auf die Bühne bringt.
Im Juli 2024 übernahm Fattini die Leitung der Zürcher Märchenbühne. Als erste Produktion unter ihrer Leitung hatte das Stück Frau Holle im November 2024 seine Premiere.

## Theaterrollen (Auswahl)
- 2012: Titanic, Thunerseebühne, Regie: Max Sieber
- 2014: Othello, turbine theater, Regie: Peter N. Steiner
- 2014: Romeo & Julia, Schlossfestspiele Hagenwil, Florian Rexer[4][5]
- 2015: Bunbury, Schlossfestspiele Hagenwil, Regie: Florian Rexer
- 2015: Der Vorname, turbine theater, Regie: Nico Jacomet
- 2016/17: Das kleine Gespenst, Theater am Hechtplatz, Regie: Erich Vock (Zürcher Märchenbühne)
- 2016: Der Revisor, Schlossfestspiele Hagenwil, Regie: Florian Rexer
- 2017: Heiraten für Anfänger, Sommertheater Winterthur, Regie: Philippe Roussel
- 2017: Ich weiss von nichts, Sommertheater Winterthur, Regie: Hartmut Ostrovsky
- 2017/18: Jim Knopf, Bernhard Theater, Regie: Erich Vock
- 2018: 8 Frauen, Bernhard Theater, Regie: Erich Vock
- 2018: Endlich allein, Sommertheater Winterthur, Regie: Nadine Schori
- 2018: Zimmer 12A, Sommertheater Winterthur, Regie: Jean-Claude Bordet
- 2018: Ein seltsames Paar, Sommertheater Winterthur, Regie: Hartmut Ostrowsky
- 2018/19: Froschkönig, Theater am Hechtplatz, Regie: Erich Vock (Zürcher Märchenbühne)
- 2019/20: Pippi Langstrumpf, Theater am Hechtplatz, Regie: Erich Vock (Zürcher Märchenbühne)
- 2019/20: Die kleine Niederdorfoper, Bernhard-Theater, Regie: Erich Vock
- 2019: Em Kaiser sini neue Chleider, Theater im Märliwald, Regie: Nico Jacomet
- 2020: Die schwarze Spinne, Schlossfestspiele Hangenwil, Regie: Florian Rexer
- 2020: De gstifleti Kater, Theater im Märliwald, Regie: Nico Jacomet
- 2021: Urmel aus dem Eis, Theater am Hechtplatz, Regie: Erich Vock (Zürcher Märchenbühne)
- 2021: Mirandolina, Schlossfestspiele Hagenwil, Regie: Florian Rexer[6]
- 2021: D’Bremer Stadtmusikante, Theater im Märliwald, Regie: Nico Jacomet
- 2022: Heidi, Theater im Märliwald, Regie: Nico Jacomet
- 2022/23: Pippi Langstrumpf, Zürcher Märchenbühne, Regie: Erich Vock
- 2022/23: Vollkoffer, Bernhard Theater, Regie: Erich Vock
- 2023/24: Schneewittchen, Zürcher Märchenbühne, Regie: Erich Vock
- 2024: Ein Käfig voller Narren, Bernhard Theater, Regie: Erich Vock

## Film/TV
- 2010: SRF-Serie Best Friends, Regie: Jop de Vries & Diede IntVeld